# Martha Zavaleta
Martha Zavaleta (Cidade do México, 8 de janeiro de 1944) é uma atriz e produtora de televisão mexicana.

## Filmografia

### Televisão
- Muchacha de barrio (1979) …. Delfina
- Pecado de amor (1978) …. Rosa
- Acompáñame (1978) …. Yolanda
- El Chavo del Ocho (1974) …. Elizabeth
- La tierra (1974) …. Petra
- La hiena (1972) …. Anabella
- Las gemelas (1972) …. Conchita Ojeda
- Muchacha italiana viene a casarse (1971) … Carmen
- Sin palabras (1969) …. Kapo
- Los Caudillos (1968)
- El padre Guernica (1968)

### Cinema
- A ritmo de salsa (1994)
- ¡¡Cachún cachún ra-ra!! (1984) …. Professora Bonilla/Godzilla
- Las Noches del blanquita (1981)
- A fuego lento (1980) …. Concha
- Divinas palabras (1978) …. Tatula
- Celestina (1976) …. Areusa
- Simón Blanco (1975) …. Comadre
- Presagio (1975)
- Patsy, mi amor (1969) … Pioquinta
- Los recuerdos del porvenir (1969)
- Los caifanes (1967) …. La Elota
- Amor, amor, amor (1965)
- Lola de mi vida (1965)

### Teatro
- Soldadera (2011)[2]
- El Show de los Cachunes, (Musical de 1983).... Profesora Bonilla/Godzilla